# Поттоев, Фёдор Ефимович
Фёдор Ефи́мович По́ттоев (1893—1938) — советский политический деятель.

## Биография
Родился в крестьянской семье, карел. Окончил начальную школу в деревне Колвасозеро, работал конторщиком. Служил рядовым в Лейб-гвардии Финляндском полку.
В 1917 году, после демобилизации из армии, был избран членом Повенецкого уездного исполнительного комитета, с 1918 года — член РКП(б).
В 1919—1920 годах — заведующий отделом Олонецкого губернского продовольственного комитета.
В 1920 году на I-ом Всекарельском съезде Советов избран членом Карельского революционного комитета, в 1920—1923 годах — заместитель председателя Совета народного хозяйства Карельской трудовой коммуны, член Карисполкома.
В 1923—1927 годах — народный комиссар земледелия Карельской Автономной ССР, председатель Петрозаводского уездного исполнительного комитета, член Президиума ЦИК Карельской Автономной ССР.
В 1927—1930 и 1935—1936 годах — секретарь ЦИК Автономной Карельской ССР. В 1932—1933 годах — председатель Кандалакшского горисполкома. В 1933—1935 годах — заместитель председателя Петрозаводского городского совета. В 1936—1937 годах — председатель Кондопожского районного исполнительного комитета, член Президиума КарЦИК.
В 1937 году был исключен из РКП(б). Арестован 25 июля 1937 года. Осуждён 4 января 1938 года по статье 58-10-11 УК РСФСР как «враг народа». Расстрелян в окрестностях Петрозаводска 14 января 1938 года.
Реабилитирован посмертно 18 июля 1956 года Верховным Судом СССР.